# Jarno Janssen
Jarno Janssen (Eindhoven, 19 september 2000) is een Nederlands voetballer die doorgaans speelt als centrale verdediger. In juli 2025 verruilde hij 1. FC Bocholt voor Kickers Emden.

## Clubcarrière
Janssen speelde in de jeugd van DBS en FC Eindhoven, waarna hij via de RJO VVV-Venlo/Helmond Sport in 2016 terugkeerde bij Eindhoven. Bij deze club maakte de verdediger zijn professionele debuut in de tweede speelronde van de Eerste divisie in het seizoen 2018/19. In een thuiswedstrijd tegen Go Ahead Eagles mocht hij van coach David Nascimento elf minuten voor tijd invallen voor Charni Ekangamene. Marcelo Lopes scoorde namens Eindhoven, maar door treffers van Istvan Bakx en Richard van der Venne won Go Ahead met 1–2. Een paar weken na zijn debuut tekende Janssen zijn eerste contract bij Eindhoven.
Zijn eerste professionele doelpunt maakte Janssen op 30 november 2018, toen op bezoek gespeeld werd bij SC Cambuur. Marcelo Lopes opende namens Eindhoven de score, waarna Kevin van Kippersluis voor de gelijkmaker tekende. Alvin Daniels zette Eindhoven andermaal op voorsprong, waarna Janssen uiteindelijk voor de beslissende 1–3 zorgde. Eind 2018 raakt Janssen tijdens een training geblesseerd aan zijn knie waardoor hij een tijd uit de roulatie kwam te liggen. In de week na het oplopen van zijn blessure besloot FC Eindhoven de optie in zijn verbintenis te lichten. Hierdoor kwam de verdediger tot medio 2020 vast te liggen.
In februari 2020 liep Janssen een nieuwe blessure op aan zijn voorste kruisband, waardoor hij uiteindelijk opnieuw moest revalideren. Ditmaal kostte de blessure hem veertien maanden. Medio 2023 verkaste Janssen transfervrij naar 1. FC Bocholt. Na twee seizoenen bij die club nam Kickers Emden hem over.

## Clubstatistieken
| Seizoen | Club          | Competitie        | Competitie | Competitie | Beker | Beker | Internationaal | Internationaal | Nacompetitie | Nacompetitie | Totaal | Totaal |
| Seizoen | Club          | Competitie        | Wed.       | Dlp.       | Wed.  | Dlp.  | Wed.           | Dlp.           | Wed.         | Dlp.         | Wed.   | Dlp.   |
| ------- | ------------- | ----------------- | ---------- | ---------- | ----- | ----- | -------------- | -------------- | ------------ | ------------ | ------ | ------ |
| 2018/19 | FC Eindhoven  | Eerste divisie    | 14         | 1          | 1     | 0     | —              | —              | —            | —            | 15     | 1      |
| 2019/20 | FC Eindhoven  | Eerste divisie    | 6          | 0          | 1     | 0     | —              | —              | —            | —            | 7      | 0      |
| 2020/21 | FC Eindhoven  | Eerste divisie    | 1          | 0          | 0     | 0     | —              | —              | —            | —            | 1      | 0      |
| 2021/22 | FC Eindhoven  | Eerste divisie    | 13         | 0          | 1     | 0     | —              | —              | 1            | 0            | 15     | 0      |
| 2022/23 | FC Eindhoven  | Eerste divisie    | 21         | 0          | 1     | 0     | —              | —              | 2            | 0            | 24     | 0      |
| 2023/24 | 1. FC Bocholt | Regionalliga West | 25         | 0          | 2     | 0     | —              | —              | —            | —            | 27     | 0      |
| 2024/25 | 1. FC Bocholt | Regionalliga West | 26         | 1          | 3     | 0     | —              | —              | —            | —            | 29     | 1      |
| 2025/26 | Kickers Emden | Regionalliga Nord | 0          | 0          | 0     | 0     | —              | —              | —            | —            | 0      | 0      |
| Totaal  | Totaal        | Totaal            | 106        | 2          | 9     | 0     | 0              | 0              | 3            | 0            | 118    | 2      |

Bijgewerkt op 1 juli 2025.